# Janaillat
Janaillat település Franciaországban, Creuse megyében. Lakosainak száma 319 fő (2022. január 1.). Janaillat Augères, Azat-Châtenet, Sardent, Saint-Éloi, Thauron és Saint-Dizier-Masbaraud községekkel határos.

## Népesség
A település népességének változása:
| Lakosok száma | 663  | 470  | 404  | 352  | 343  | 337  | 330  | 318  | 317  | 319  |
|               | 1968 | 1982 | 1990 | 2006 | 2013 | 2015 | 2017 | 2019 | 2020 | 2022 |